# Parque Gorki (novela)
Parque Gorki es una novela de misterio escrita por Martin Cruz Smith y cuyo argumento se desarrolla en la Unión Soviética.
Parque Gorki es el primer libro de la serie protagonizada por el investigador Arkady Renko.  Las dos novelas posteriores: Estrella Polar y Plaza Roja, también transcurren durante la era soviética. Hay cinco libros más que transcurren después de la caída de la Unión Soviética. Estos son Bahía de la Habana, localizado en la Cuba comunista; Tiempo de Lobos, en el que Renko viaja al desastre de Chernobyl; El Fantasma de Stalin en el que Arkady regresa a la Rusia de Vladímir Putin,  Tres Estaciones y Tatiana.

## Argumento
Arkady Renko, investigador jefe de la Milicia de Moscú, es asignado a un caso que implica a tres cadáveres encontrados en el parque Gorki, un gran parque moscovita. A los tres cuerpos les faltan la cara y las yemas de los dedos, que han sido cortadas por el asesino para impedir su identificación. Según avanza la investigación, Renko descubre que el caso tiene implicaciones internacionales, pese a que a que el KGB evita hacerse con el caso. 
Parte de la élite soviética más influyente y un empresario estadounidense sin escrúpulos harán todo lo posible por apartar a Renko de la investigación, incluyendo tratar de corromperlo con argumentos que justifican los abusos, como lealtad al socialismo soviético. Todo ello acrecienta la obstinación y el cinismo de Renko, que se implicará más a fondo en el caso, sin reparar en las consecuencias personales que pueda tener para él. 
Parte del argumento transcurre en los Estados Unidos, pero Renko encuentra a la sociedad capitalista occidental igualmente corrupta y regresa a la Unión Soviética (también regresa para que su interés romántico, Irina, no sea deportada a la URSS y pueda permanecer en EE. UU.).